# Karl Ebert (Fußballspieler)
Karl Ebert (* 19. Februar 1927) ist ein ehemaliger deutscher Fußballspieler. Für Turbine Halle bestritt er zwischen 1950 und 1953 19 Spiele in der DDR-Oberliga, der höchsten Spielklasse im DDR-Fußball. 1952 wurde er mit Turbine Halle DDR-Fußballmeister.

## Sportliche Laufbahn
Vier Spielzeiten lang spielte Karl Ebert für die Betriebssportgemeinschaft (BSG) Turbine Halle in der DDR-Oberliga, die erste Saison 1950/51 war seine erfolgreichste. Am 14. Oktober 1950 gab er sein Oberliga-Debüt. Im neunten Punktspiel der BSG Turbine wurde er als Mittelfeldspieler eingesetzt und erzielte im Heimspiel gegen Fortschritt Meerane beim 4:0-Sieg sein einziges Oberligator. Im Laufe der 34 Runden dauernden Saison wurde er insgesamt in zehn Punktspielen eingesetzt, mehrheitlich als Verteidiger. Als Turbine Halle 1951/52 Meister wurde, trug Ebert nur mit zwei Einsätzen gegen Ende der Saison zum Erfolg bei. Auch in den folgenden Oberligaspielzeiten war Ebert nur Reservespieler. 1952/53 kam er am Saisonende viermal in der Oberliga zum Einsatz, nur zweimal stand er in der Startelf. In der Spielzeit 1953/54 wurde er im November in drei Oberligabegegnungen als Mittelfeldspieler aufgeboten. Sein letztes, das 19. Oberligaspiel seiner Karriere, bestritt er am 15. November 1953 in der Partie Empor Lauter – Turbine Halle (1:0).